# Miran Svetina
Miran Svetina, slovenski ihtiolog, * 11. avgust 1919, Ljubljana, † 13. januar 1995, Ljubljana.

## Življenjepis
Miran Svetina se je rodil očetu Lovru in materi Dragi, roj. Orožen. Med letoma 1925 in 1929 je obiskoval osnovno šolo v Zagrebu, nato pa se je družine preselila v Beograd, kjer je kasneje obiskoval gimnazijo in tam leta 1937 tudi maturiral. Nato je v Beogradu študiral pravo. Diplomiral je leta 1949 v Ljubljani.
Med drugo svetovno vojno je bil junija 1942 aretiran in februarja 1943 poslan na prisilno delo v Beograd. Avgusta 1944 je pobegnil in se pridružil OF, kjer je postal aktivist, zadolžen za mobilizacijo slovenskih izseljencev v Srbijo. Od decembra 1944 do marca 1945 je bil propagandist v VŠ NOV in POJ, nato pa do osvoboditve knjižničar generalštaba JLA. Takrat je uredil prvo slovensko številko vojaške revije Front. Maja 1945 je bil premeščen h komandi mesta Maribor kot načelnik Agitpropa.
Po vojni se je posvetil delu v razvoju ribištva. Med letoma 1953–61 je bil pomočnik direktorja in vodja ribiškega oddelka uprave državnih lovišč Slovenije, od leta 1961 je bil tajnik in nato pomočnik direktorja ter vodja vivarija v Inštitutu za biologijo na univerzi v Ljubljani. Med letoma 1952–60 je bil tudi podpredsednik Ribiške zveze Slovenije, v letih 1955–60 član izvršnega odbora združenja sladkovodnega ribištva Jugoslavije. Med letoma 1954 in 1963 je bil član, podpredsednik in predsednik komiteja za sladkovodno ribištvo generalnega sveta za ribištvo v Sredozemlju pri FAO v Rimu, od 1960 je član evropske posvetovalne komisije za sladkovodno ribištvo.
Leta 1955 je bil pobudnik in organizator prve nasaditve lipana (Thymallus thymallus) v kraške vode (Obrh, Unec). V letih 1956 in 1957 je sodeloval pri poskusnih nasaditvah sulca (Hucho hucho) v Franciji, Belgiji, na Švedskem in v Švici. Ti poskusi so povsod, razen v Belgiji, uspeli.
Ribiška zveza Slovenije je Svetino leta 1960 odlikovala z redom I. stopnje, več tujih ribiških organizacij pa ga je  imenovalo za častnega člana. Svetinovo javno in strokovno delo je usmerjeno v razvoj sladkovodnega ribištva, terminologije in ihtiologije. Na to temo je napisal več knjig tako v sloveniji, kot tudi v tujini.